# 難波喬司
難波 喬司（なんば たかし、1956年7月20日 - ）は、日本の政治家、運輸・国土交通官僚。静岡県静岡市長（1期）。学位は博士（工学）（名古屋大学・2005年）。
運輸省の技官を経て、国土交通省大臣官房技術総括審議官、京都大学大学院経営管理研究部客員教授、静岡県副知事、慶應義塾大学大学院政策・メディア研究科特任教授を歴任した。

## 来歴

### 生い立ち
岡山県真庭郡湯原町（現真庭市）生まれ。岡山県立岡山大安寺高等学校を経て、1981年名古屋大学大学院工学研究科土木工学専攻修了。

### 運輸省へ
同年、運輸省入省。1996年運輸省港湾局計画課補佐官。1998年茨城県土木部港湾課長。2000年茨城県港湾振興監。2001年国土交通省港湾局海岸・防災課海岸企画官。2003年国土交通省港湾局災害対策室長。2004年国土交通省港湾局港湾保安対策室長。2005年国土交通省関東地方整備局港湾空港部長。同年論文「アウトカムの視点による海岸行政の政策・施策体系の構築とその実施方法に関する研究」により名古屋大学博士（工学）の学位を取得。2008年国土交通省港湾局計画課長。2009年国土交通省九州地方整備局副局長。2012年国土交通省大臣官房技術参事官（港湾局担当）。2013年国土交通省大臣官房技術総括審議官。

### 静岡県副知事、県理事、静岡市長

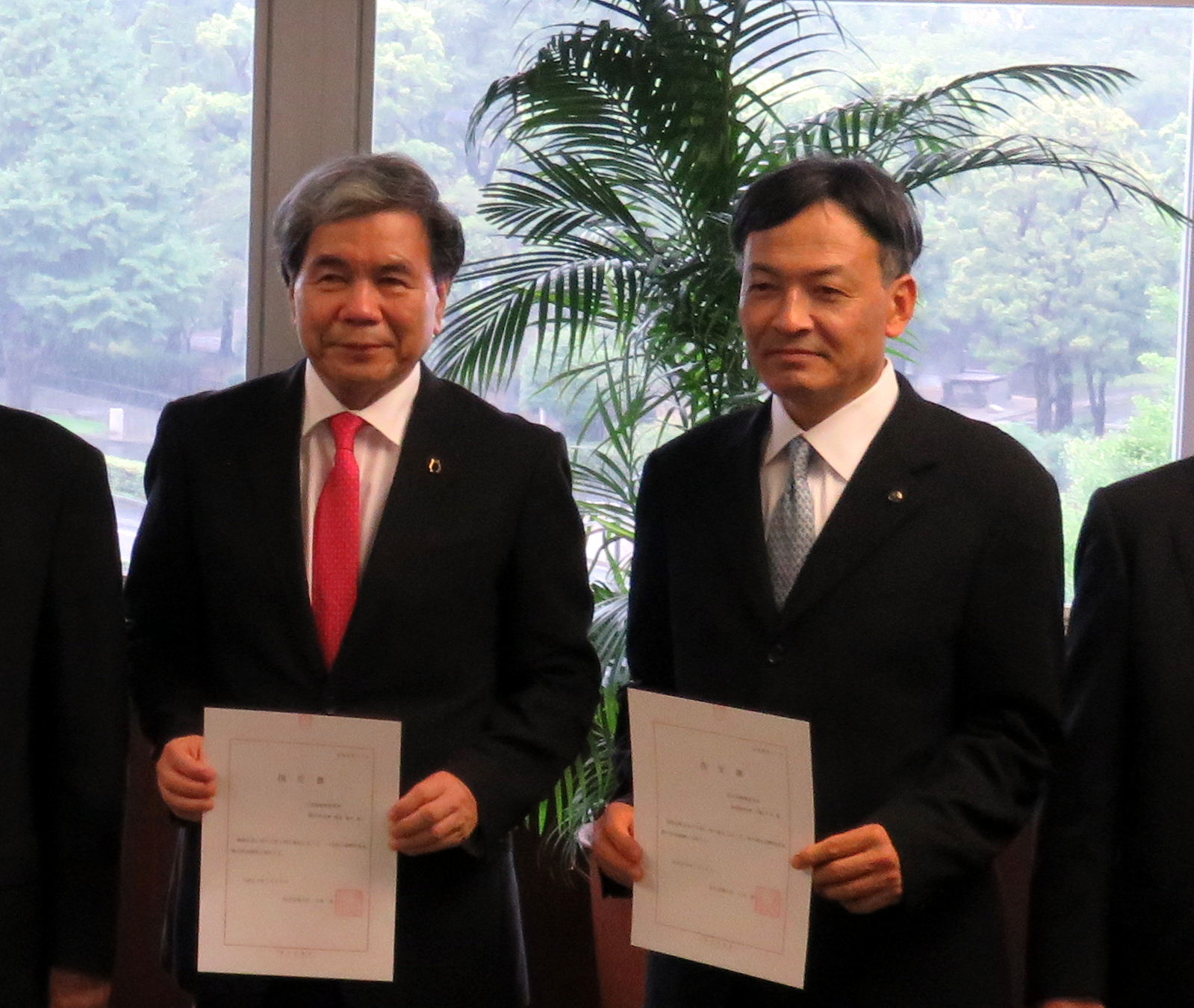
2017年7月26日、中央合同庁舎第3号館にて熊本県知事蒲島郁夫（左）と

2014年に退官、京都大学大学院経営管理研究部（いわゆる「経営管理大学院」）客員教授。同年高秀樹とともに静岡県副知事に就任。2015年慶應義塾大学大学院政策・メディア研究科特任教授。2017年土木学会論説委員。2018年静岡県副知事再任。2019年慶應義塾大学大学院政策・メディア研究科特任教授。同年に第19回統一地方選挙の一環で行われた静岡市長選挙への出馬を模索したが最終的に立候補を断念。市長選出馬の混乱の引責を取る形で川勝平太静岡県知事に辞職願を提出したが慰留され不受理扱いされた。
2022年5月17日をもって静岡県副知事としての任期が満了することに伴い、翌18日付で任期付き職員の県理事として採用された。中央新幹線を巡る諸課題や熱海市の土石流災害問題を引き続き担当し、これらに関しては副知事相当の権限が与えられている。
同年11月10日付で県を退職し、翌11日に翌年4月に行われる静岡市長選挙への立候補を表明した。
2023年4月9日に執行された選挙の結果、新人2候補を破り初当選を果たした。

### 2023年静岡市長選挙
※当日有権者数：572,763人 最終投票率：45.61%（前回比：pts）
| 候補者名 | 年齢 | 所属党派   | 新旧別 | 得票数    | 得票率 | 推薦・支持                                 |
| -------- | ---- | ---------- | ------ | --------- | ------ | ------------------------------------------ |
| 難波喬司 | 66   | 無所属     | 新     | 149,117票 | 58.0%  | 自由民主党・立憲民主党・公明党・国民民主党 |
| 山田誠   | 61   | 無所属     | 新     | 80,829票  | 31.4%  |                                            |
| 鈴木千佳 | 52   | 日本共産党 | 新     | 27,197票  | 10.6%  |                                            |

## 政策・主張
静岡県中央新幹線対策本部長として
静岡県副知事の一期目より静岡県中央新幹線対策本部長を務める。
中央新幹線南アルプストンネル掘削により、大井川流量が減少するとし、東海旅客鉄道の対応を批判し、2019年7月3日には愛知県庁を訪れ、松井圭介愛知県副知事と面会したのち、静岡県庁で会見を開き、「科学的論拠に基づいた意見を述べている」とした。18日には山梨県庁を訪れ若林一紀山梨県副知事と面会し、山梨県側からは「静岡県の懸念は理解した。JR東海と静岡県が課題の解決に向けて互いに真摯に話し合うことを願っている」とのコメントがなされた。同年9月には静岡県庁で静岡県環境保全連絡会議を開き、国土交通省から従来より格上にあたる鉄道局担当の江口秀二大臣官房技術審議官を参加させるなどした。
市長就任直前にJR東海側が提示した田代ダム案（工事で水が県外に流出する分、東京電力リニューアブルパワーが山梨県側に発電用として取水する量を減らす）については支持している。

## 略歴

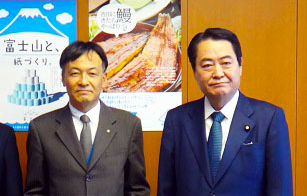
2018年2月8日、中央合同庁舎第3号館にて国土交通副大臣牧野京夫（右）と

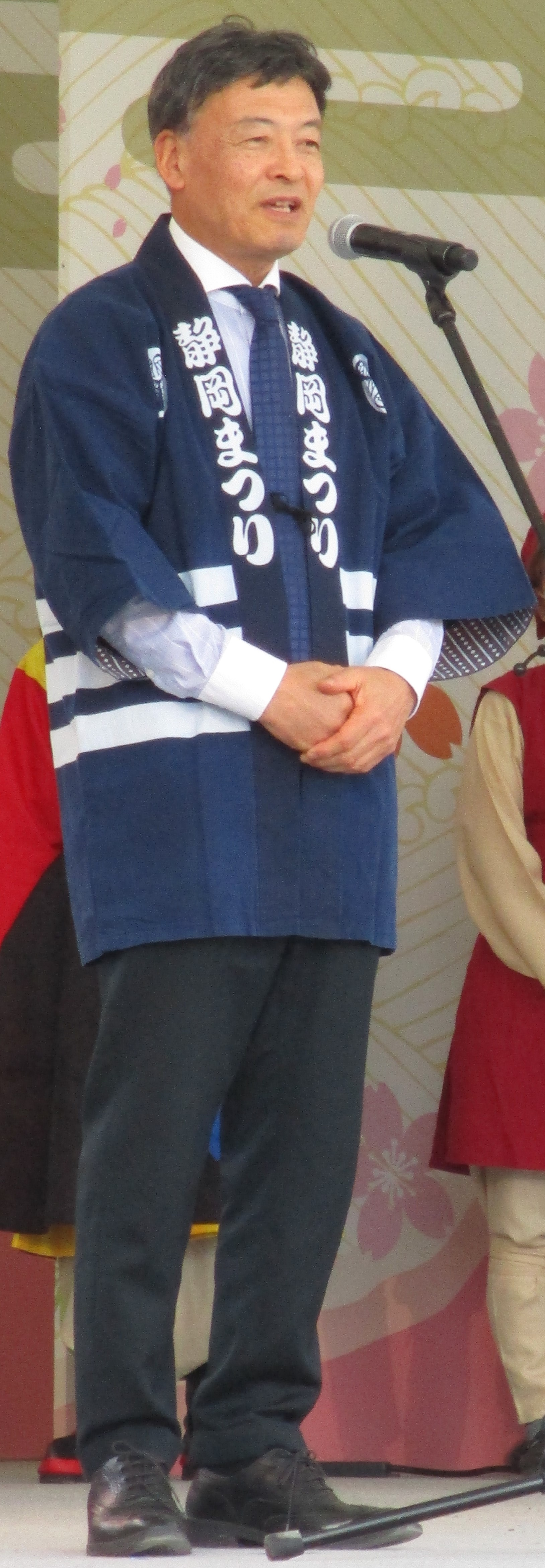
2024年の静岡まつりにて

- 1981年 - 名古屋大学大学院工学研究科土木工学専攻修了[18][19]。
- 1981年 - 運輸省入省[18]、運輸技官任官[20]。
- 1987年 - 外務省在パナマ日本国大使館出向[21]。
- 1990年 - 運輸省国際運輸・観光局振興課専門官[21]。
- 1991年 - 運輸省運輸政策局国際業務第二課補佐官[21]。
- 1994年 - 運輸省第四港湾建設局熊本港工事事務所長[20]。
- 1996年 - 運輸省港湾局計画課補佐官[18]。
- 1998年 - 茨城県庁土木部港湾課長[18]。
- 2000年 - 茨城県庁港湾振興監[18]。
- 2001年 - 国土交通省港湾局海岸・防災課海岸企画官[18]。
- 2003年 - 国土交通省港湾局災害対策室長[18]。
- 2004年 - 国土交通省港湾局港湾保安対策室長[18]。
- 2005年 - 関東地方整備局港湾空港部長[18]、名古屋大学博士（工学）[21]。
- 2008年 - 国土交通省港湾局計画課長[18]。
- 2009年 - 九州地方整備局副局長[18]。
- 2012年 - 国土交通省大臣官房技術参事官（港湾局担当）[18]。
- 2013年 - 国土交通省大臣官房技術総括審議官[18]。
- 2014年 - 国土交通省退官[18]。
- 2014年 - 京都大学大学院経営管理研究部客員教授[18]。
- 2014年 - 静岡県副知事[18]。
- 2015年 - 静岡県中央新幹線対策本部長兼務[22][23]。
- 2022年 - 静岡県（リニア・熱海土石流担当）理事[8][24]、静岡県中央新幹線対策本部長[25]、静岡理工科大学大学院理工学研究科客員教授[26]。
- 2022年 - 静岡県庁退官[10]。
- 2023年 - 静岡市長

## 著書
- 『江戸前の魚 喰いねぇ！―豊饒の海東京湾』（共著）東京新聞出版部 2010年
- 『「新たな価値の創造・共創」の時代の実務家公務員の技術力』静岡新聞社 2018年